# Erich Andres (Fotograf)

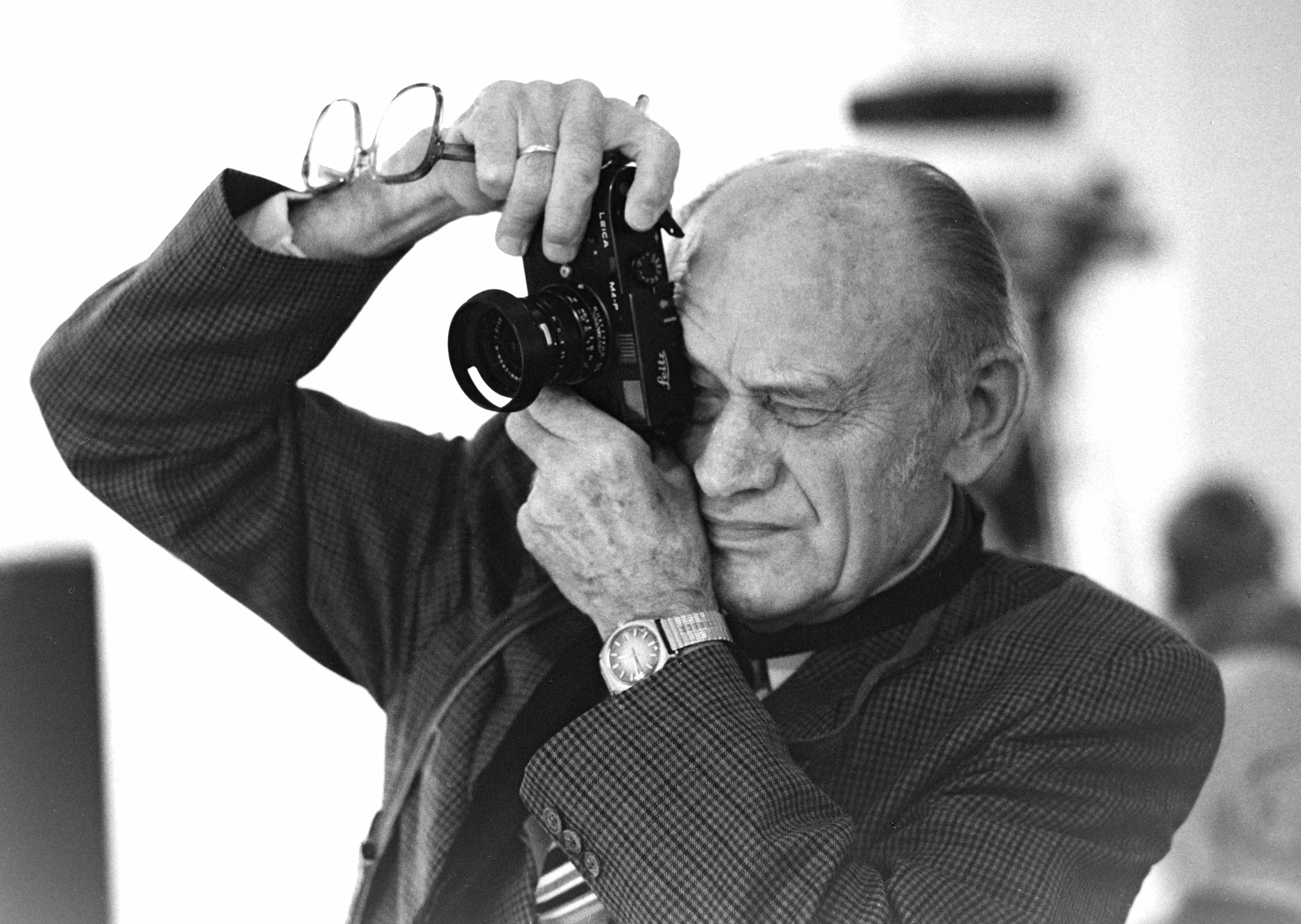
Erich Andres 1986

Erich Andres (* 12. Januar 1905 in Leipzig; † 6. Februar 1992 in Hamburg) war ein deutscher Bildberichterstatter.

## Leben und Wirken
Erich Andres absolvierte von 1921 bis 1922 in Dresden eine Berufsausbildung zum Schriftsetzer. Bereits während der Lehre fotografierte er mit einer selbstgebauten Kamera und verwendete die Bilder für tagebuchartige Aufzeichnungen. Er fotografierte Landschaften, Menschen, Trachten und Volksbräuche. 1923 wurde er arbeitslos, zog nach Hamburg und fand eine Stelle in der Druckerei des Rauhen Hauses. Schon während dieser Zeit arbeitete er nebenberuflich als Fotoreporter. Erste Bilder von seinen ausgedehnten Reisen durch Südeuropa 1927/28 veröffentlichte die Berliner Illustrierte Zeitung. 1928/29 unternahm er auch Wanderungen durch Jugoslawien, Griechenland und Italien.
Während der Weltwirtschaftskrise 1929 verlor er seine Arbeit als Schriftsetzer. Er fotografierte Hamburger Arbeitslose, den Freitisch des Arbeiterrates, der sich im Hamburger Gewerkschaftshaus traf und die Arbeiterselbsthilfe. Die Bilder waren im Hamburger Echo und in Volk und Zeit zu sehen. Seine Fotoserie mit dem Titel „Krise“ aus dem November 1930 zeigte auch die eigene Arbeitslosenkarte. Seine erste große Foto-Reportagereise ging 1931 in den Vielvölkerstaat Albanien, damals ein junges Königreich, das in immer größere Abhängigkeit zum Nachbarland Italien unter Mussolini geriet. Andres plante gemeinsam mit dem Verleger Reimar Hobbing, die Bilder als Buch mit dem Titel Volk der Albaner zu publizieren. Das Projekt kam jedoch nicht zustande.
1931 konnte sich Andres als hauptberuflicher Fotograf etablieren. Während der Zeit des Nationalsozialismus arbeitete er weiterhin als Fotograf. Er hielt am 1. Mai 1934 einen Aufmarsch der zerschlagenen Gewerkschaften auf dem Heiligengeistfeld im Bild fest und fotografierte 1936 den Reichsberufswettkampf. Außerdem dokumentierte er die Stapelläufe der Wilhelm Gustloff, Robert Ley und Bismarck. Zu sehen ist darauf, dass Adolf Hitler häufig Hamburg besuchte und Rudolf Blohm enge Kontakte zu ihm pflegte.
Für die Olympischen Sommerspiele 1936 in Berlin wurde Andres, der zahlreiche Fotowettbewerbe gewann, offiziell als Bildberichterstatter akkreditiert. Mit der seinerzeit notwendigen Erlaubnis des Propagandaministeriums dokumentierte Erich Andres 1937 fotografisch den spanischen Bürgerkrieg aus der Sicht der Faschisten. So zeigte er republikanische Kriegsgefangene bei der Zwangsarbeit im Keller des Palastes von Toledo. Viele Aufnahmen entsprachen nicht den Vorstellungen des Ministeriums und zeigten das schwierige Leben vor allem einfacher Menschen während des Bürgerkrieges.
Von 1939 bis 1945 wurde Erich Andres zum Kriegsdienst eingezogen, den er in der Propagandakompanie der Marine absolvierte. Auf Heimaturlaub im Juni 1943 heiratete er in Dresden Hildegard Hänisch. Während dieser Zeit fotografierte er – was streng verboten war – die Zerstörung Hamburgs im Bombenhagel und die Folgen für den Alltag der Überlebenden. Bei der Operation Gomorrha der Royal Air Force kamen über 50.000 Hamburger ums Leben, ein großer Teil der Stadt lag in Trümmern. Der Schriftsteller Hans Erich Nossack, der während dieser Zeit Tagebuch führte, verarbeitete die Fotos und seine Notizen in dem Buch Der Untergang.
Heinrich Breloer und Horst Königstein interviewten Andres als Zeitzeugen in ihrem preisgekrönten Fernsehfilm Das Beil von Wandsbek (1982).
Nach dem Krieg arbeitete Andres freiberuflich. In der Anfangszeit dokumentierte er die zerstörte Stadt, den Schwarzmarkt und den Wiederaufbau. Später arbeitete unter anderem für den Spiegel und Hamburger Tageszeitungen. Zu seinem Handwerkszeug gehörte eine aufklappbare Leiter, die ihm zu ungewöhnlichen Perspektiven verhalf und ihm den Spitznamen „Mann mit der Leiter“ einbrachte. Immer wieder zog es ihn in den Hafen. Im April 1958 fotografierte er Proteste der Bewegung Kampf dem Atomtod auf dem Rathausmarkt. Eindrucksvolle Bilder machte er bei der Einweihung der Synagoge Hohe Weide und der Sturmflut 1962. Ab 1962 bebilderte er insbesondere die Geschäftsberichte und Jahreskalender der SAGA.
Erich Andres, der in Hamburg-Altona wohnte, entwickelte sich zu einem gefragten Fachmann für die Dokumentation der Geschichte Hamburgs. Museen und Verlage zeigten seine Fotografien wiederholt bei Ausstellungen oder druckten die Bilder ab. Der Fotograf starb 1992 in Hamburg.

## Archive
Sein Nachlass befindet sich im Stadtmuseum Dresden. Bilder mit einem Bezug zu Hamburg sind im Hamburger Denkmalschutzamt und zusätzliche im Bildarchiv Preußischer Kulturbesitz, Berlin archiviert. Eigentümer des Teil-Nachlasses mit ausschließlichen Rechten ohne die Motive mit Bezug zu Hamburg und Dresden ist seit Februar 2019 die United Archives GmbH mit Sitz in Köln.

## Publikationen
- mit Horst Wisser: Eine Kindheit in Hamburg in den 50er Jahren. Wartberg-Verlag, Gudensberg-Gleichen 1998, ISBN 3-86134-479-3.
- Albanien. Ein Foto-Lesebuch. Basisdruck, Berlin 1991, ISBN 3-86163-031-1.
- mit Ulli Müller: Der Mann mit der Leiter – 50 Jahre unterwegs mit dem Hamburger Fotoreporter 1920–1970. Dölling und Galitz Verlag, Hamburg 1993, ISBN 3-926174-52-8.
- mit Hans Erich Nossack: Der Untergang. Hamburg 1943. Kabel-Verlag und Hamburger Abendblatt, Hamburg 1993, ISBN 3-8225-0236-7.
- Tod über Hamburg: Fotos und Notizen aus dem Feuersturm – 25. Juli bis 1. August 1943. Hrsg. von Jan Zimmermann. Junius Verlag, Hamburg 2018, ISBN 978-3-88506-835-8